# Les Franges de la Flotte (Elgar)

Les Franges de la Flotte (The Fringes of the Fleet) est un cycle de mélodies du compositeur britannique Edward Elgar composé en 1916.

## Contexte et création
En janvier 1916 Lord Charles Beresford (en) demande de composer des chants sur certains des poèmes de Kipling. Elgar en choisit quatre et les mets en musique pour voix d'homme. Elgar donne des titres différents à trois des poèmes :
- The Lowestoft Boat (en) utilise le texte du poème du même nom
- Fate's Discourtesy (en) — le poème A Song in Storm. Les mots Fate's discourtesy apparaissent dans les refrains. Edward German adapte le morceau pour piano et voix en 1916 utilisant comme titre la première phrase Be well assured.
- Submarines (en) — le poème Tin Fish
- The Sweepers (en), — le poème Mine Sweepers[1].

L’œuvre est dédiée par le compositeur « …à mon ami l'Admiral Lord Beresford ». Les premières représentations, à la suggestion d'Elgar, ont lieu lors d'un spectacle de soutien à la guerre au London Coliseum le 11 juin 1917 avec comme chanteurs les barytons Charles Mott (en) (à la suite de sa participation à The Starlight Express), Harry Barratt (en), Frederick Henry et Frederick Stewart. Le spectacle est joué pendant quatre semaines avec deux représentations par jour et est un succès. Dans la production, le rideau se lève sur une scène dans un port, à l'extérieur d'une auberge, avec les quatre chanteurs habillés en marins assis autour d'une table.
- Inside the Bar (en)

Le chant Inside the Bar, sur des paroles de Sir Gilbert Parker, est ajouté plus tard aux cycles et est chanté par les mêmes personnes dans le même lieu deux semaines plus tard.
Les chants sont un tel succès que plus tard la même année Elgar les dirige dans d'autres villes, Stoke (en), Manchester, Leicester et Chiswick, avec Charles Mott (qui a été appelé, il est tué en France en mai 1918) remplacé par George Parker.
Pour des raisons qu'Elgar ne comprend pas à ce moment-là, lorsqu'ils retournent au Coliseum à la fin de l'année, Kipling refuse que ces poèmes soient chantés. Kipling est bouleversé par le rapport indiquant que son fils John est porté disparu.

## Enregistrements
- Le premier enregistrement a lieu le 4 juillet 1917 avec Charles Mott, Frederick Henry, Frederick Stewart et Harry Barratt, avec Elgar dirigeant un orchestre symphonique. Cet enregistrement est édité par The Gramophone Company (en) et apparait sous le label H.M.V. sur les disques D453-4[4].
- Songs and Piano Music by Edward Elgar The Fringes of the Fleet interprété par Peter Savidge (baryton) avec Mark Bamping, William Houghton et Edward Whiffin (chœurs) et David Owen Norris
- Elgar: War Music Paul Kenyon, Stephen Godward, Simon Theobald, Russell Watson (barytons), Barry Collett (chef d'orchestre), Rutland Sinfonia
- Le CD avec le livre Oh, My Horses! Elgar and the Great War[5] contient plusieurs enregistrements historiques dont celui de 1917 de Fringes of the Fleet
- Roderick Williams/Guildford Philharmonic Orchestra/Tom Higgins (Somm) SOMMCD243[6] Cet enregistrement par le Guildford Philharmonic est le premier enregistrement professionnel en 90 ans[7].